# Syndrome de Muenke
Le syndrome de Muenke se caractérise par une fusion prématurée des sutures coronales du fœtus (craniosynostose) ou de l'enfant ou par une macrocéphalie.
Quand elle existe, la fusion peut être uni- ou bilatérale. La fusion bilatérale entraîne une brachycéphalie ou une turribrachycéphalie (déformation du crâne en forme de tour). Une fusion unilatérale entraîne une plagiocéphalie antérieure (déformation asymétrique de la face et du crâne.
La fusion bilatérale est deux fois plus fréquente que la fusion unilatérale.
Les autres sutures du crâne sont rarement impliquées. Le risque d'hypertension intracrânienne post-opératoire est plus élevé chez les individus porteurs de cette maladie que dans les autres formes de craniosynostose.
Les autres signes céphaliques de la maladie sont des caractéristiques faciales comprenant un hypertélorisme, un ptosis, une hypoplasie de la moitié inférieure du visage et un palais buccal très arqué.
Une surdité (un tiers des individus), un retard du développement (un tiers des individus) et une fusion des os du carpe et du tarse sont les autres signes de la maladie.
Les manifestations de cette maladie sont très variables selon les individus. Certains ne présentent que des signes mineurs, d'autres en sont profondément affectés.

## Sources
- (en) Emily S Doherty, Maximilian Muenke, Muenke Syndrome In: GeneReviews at GeneTests: Medical Genetics Information Resource (database online). Copyright, University of Washington, Seattle. 1997-2006.